# Rafael Roldán Guerrero
Rafael Roldán y Guerrero (Sevilla, 27 de diciembre de 1888-Madrid, 6 de junio de 1965). Polifacético español, destacó como farmacéutico, militar, profesor, historiador, escritor, inventor, museólogo y académico.

## Biografía
Terminó el bachillerato en Jaén, se licenció en Farmacia en Madrid y tras habilitar un despacho de farmacia en Mancha Real (Jaén), inició la carrera militar en el cuerpo de Sanidad Militar en 1911. Su destino inicial fue en el Peñón de Alhucemas desde donde participó en la guerra del Rif. Tuvo posteriores destinos en Burgos, Sevilla, Badajoz, Toledo y Norte de África, que terminaron en Madrid, donde estableció su residencia definitiva en 1922. Obtuvo el grado de doctor en Farmacia de 1925 y combinó su actividad de farmacéutico militar con la de profesor de la facultad de Farmacia de la Universidad Central (actual Complutense) entre 1927 y 1942. Contribuye a la constitución del Cuerpo de Farmacia Militar, independizándose éste de la Sanidad Militar en 1940. Ascendió a General en 1948, siendo la primera autoridad en el Cuerpo de Farmacia Militar de España hasta su paso a la reserva en 1954.

## Museólogo

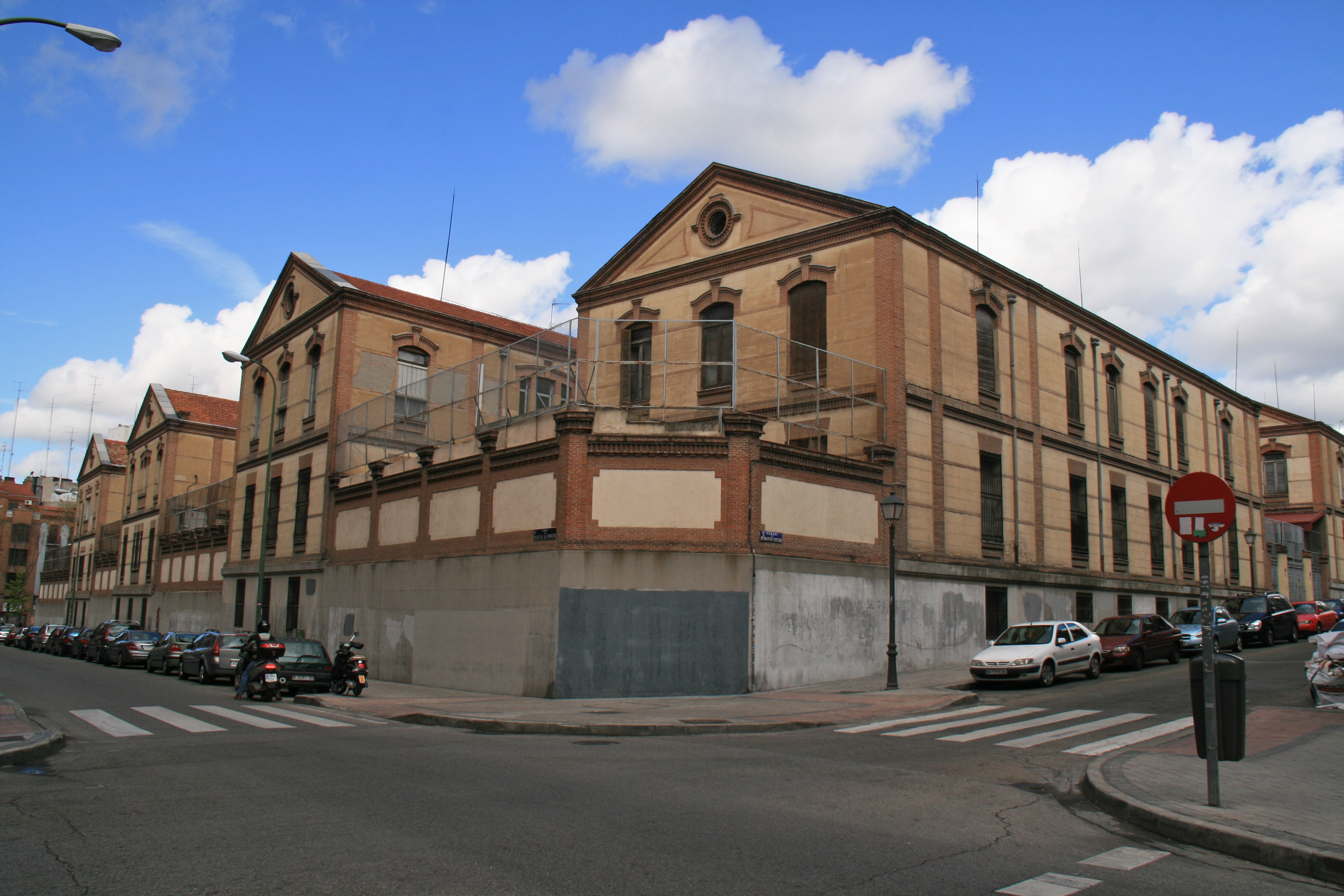
Antiguos pabellones del Museo de la Farmacia Militar vistos desde la calle Bernadino Obregón.

Su principal obra en este ámbito es la fundación del Museo de la Farmacia Militar en Madrid, al que imprimió una personalidad propia y que, tras inaugurarse en 1933, se convirtió en el único museo de esta especialidad y género en el mundo.
Colaboró activamente en el desarrollo del Museo de la Farmacia Hispana con el Dr. Rafael Folch Andreu y también creó un importante archivo iconográfico que dejó en la Cátedra de Historia de la Farmacia de la Universidad Complutense de Madrid.

## Historiador y escritor
Su principal aportación en esta faceta es el “Diccionario biográfico y bibliográfico de autores farmacéuticos españoles”, obra clave sobre la Historia de la Farmacia en España, que fue premiada por la Biblioteca Nacional de España en el concurso público del año 1947. De gran amplitud (2.469 farmacéuticos biografiados en 2.829 páginas a doble columna), su publicación fue posible gracias a la Real Academia Nacional de Farmacia, editándose el primer volumen en fascículos en los Anales de la corporación desde el año 1958 y acabándose su impresión en el año 1963. Los tres volúmenes restantes se editarían como obra póstuma entre 1975 y 1976 gracias a la labor realizada por la Dra. María del Pilar Herrero Hinojo en colaboración con María del Carmen Francés Causapé. Un facsímil del primer volumen, de 801 páginas, ha sido publicado en el año 2003, por el Instituto de España y la Real Academia Nacional de Farmacia y prologado por el Dr. Antonio Portolés Alonso y la Dra. María del Carmen Francés Causapé.
Fundador del Boletín de Farmacia Militar en 1923 y del Boletín de la Sociedad Española de Historia de la Farmacia en 1950

### Otras obras escritas
- Cerámica farmacéutica: apuntes para su estudio (1928), de 188 páginas, en colaboración con Ciro Benito del Caño
- El Servicio de Farmacia en Campaña. Estudio de su organización y funcionamiento. (1931), declarada de utilidad pública para el Ejército en 1934. Como premio por esta obra de 664 páginas, fue condecorado con la Cruz de segunda Clase del Mérito Militar con distintivo blanco en 1936
- 15 obras más, relativas principalmente a la Historia de la Farmacia y a la Farmacia Militar

## Inventor
En este ámbito desarrolló diversas invenciones relativas a la denominada “Farmacia móvil de campaña”:
- Furgón-farmacia por tracción animal para Hospital de Campaña Divisionario (1913)
- Furgón automóvil de farmacia, furgón de repuesto y “farmacia a lomo”
- Equipo farmacéutico en cajas transportables  también llamadas “cajas modelo Roldán 1931”  que fueron utilizadas por los ejércitos en la guerra civil española.

## Cargos, distinciones y premios
Aparte de las mencionadas anteriormente, y entre los abundantes nombramientos, distinciones y condecoraciones, cabe destacar las siguientes:
- 1922- Académico Miembro de la Real Academia Nacional de Farmacia, con medalla número 13.[2]
- 1928- Gentilhombre de Casa y Boca de S.M. Alfonso XIII.
- 1933- Cruz de la Orden de San Hermenegildo.
- 1934- Medalla de Oro en la Exposición Internacional de Sanidad Militar.
- 1941- Placa de la Orden de San Hermenegildo.
- 1949- Cofundador de la Sociedad Española de Historia de la Farmacia.
- 1960- Presidente de la Sociedad Española de Historia de la Farmacia.
- 1960- Vicepresidente de la Unión Mundial de Sociedades de Historia de la Farmacia.
- 1961- Medalla Urdang concedida por la Academia Internacional de Historia de la Farmacia, siendo uno de los cuatro españoles a los que les ha sido concedida hasta 2009. Es el máximo galardón que se concede a historiadores de Farmacia a nivel mundial. Los otros tres españoles que lo han obtenido han sido Rafael Folch Andreu (1955),[1] Guillermo Folch Jou (1982) y Ramón Jordi González (1999).
- 1980- Medalla Carracido, concedida por la Real Academia Nacional de Farmacia a título póstumo.[3]
- 1989- El 9 de marzo, la Real Academia Nacional de Farmacia le dedicó una sesión científica de homenaje, conmemorando el centenario de su nacimiento.